# C.T.U (プロレス)
C.T.U（シー・ティー・ユー、Control Terror Unit）は、かつて新日本プロレスに存在したジュニアヘビー級のヒールユニットである。オリジナルのメンバーは獣神サンダー・ライガー、邪道、外道、竹村豪氏。

## 概要
- 長州力の意向でユニットにとらわれず試合を行うようになってからも、自分たちは敵として戦っても客を満足させる試合を行えると主張、ユニットを解体することなく存続させている。
- 2006年7月30日、後楽園ホールにて「C.T.U 2nd. Anniversary」を行った。
- 2007年6月26日、記者会見にて当初の目標である「制圧」を達成したとして、8月26日の後楽園大会を最後に解散した。

## メンバー
- 獣神サンダー・ライガー（C.T.Uレンジャー・イエロー、C.T.U CATS-THUNDER TAMA）
- 邪道（C.T.Uレンジャー・ブルー、C.T.U KISS-JISS）
- 外道（C.T.Uレンジャー・グリーン、C.T.U KISS-GESS）
- 稔（C.T.Uレンジャー・ピンク）
- 後藤洋央紀（C.T.Uレンジャー・レッド）※2006年7月30日のC.T.U 2nd Anniversary興行を最後にメキシコ遠征に向かい、帰国時にはC.T.Uは解散していた
- プリンス・デヴィット（2代目C.T.Uレンジャー・レッド）

C.T.Uレンジャーは2006年7月30日に後楽園ホールで行われた「C.T.U DOMINATE IN KORAKUEN」に登場。秘密結社Kと戦った。C.T.U KISSおよびC.T.U CATSは2006年12月24日に同じく後楽園ホールで行われた「Battle X'mas! Catch The Victory」に登場。C.T.U KISSは井上亘&田口隆祐組と、C.T.U CATSはタイガーマスク・X'masタイガー組とそれぞれ戦った。

## サポートメンバー
- ブラック・タイガー（4代目）
- ザ・グレート・サスケ（みちのくプロレス）
- ミラノコレクションA.T.（C.T.U CATS-MIKE A.T）※C.T.Uフレンド
- Mr.カラスコ（東北楽天ゴールデンイーグルス非公認マスコットキャラクター）
- ディアブロ（プロレスリング華☆激、福岡支部員）
- 黒影（プロレスリング華☆激、福岡支部員）

## 元メンバー
- 竹村豪氏
- TAKAみちのく（KAIENTAI DOJO）
- ディック東郷（SUPER CREW）

## タイトル歴
獣神サンター・ライガー
- オープン・ザ・ドリームゲート王座（第7代）

稔（ヒート）
- IWGPジュニアヘビー級王座（第46・51代）
- IWGPジュニアタッグ王座（第15代 パートナーは後藤洋央紀）
- BEST OF THE SUPER Jr. 優勝（2006年）

後藤洋央紀
- IWGPジュニアタッグ王座（第15代 パートナーは稔）

ブラック・タイガー（ロッキー・ロメロ）
- IWGPジュニアヘビー級王座（第48代）